# Stockaumühle
Stockaumühle ist ein Gemeindeteil der Stadt Wassertrüdingen im Landkreis Ansbach (Mittelfranken, Bayern). Stockaumühle liegt in der Gemarkung Altentrüdingen.

## Geografie
Das Einöde liegt am Lentersheimer Mühlbach, einem linken Zufluss der Wörnitz, und ist von Acker- und Grünland mit vereinzeltem Baumbestand umgeben. Eine Gemeindeverbindungsstraße führt nach Altentrüdingen (0,7 km nördlich) bzw. nach Wassertrüdingen (1,3 km südlich).

## Geschichte
Stockaumühle lag im Fraischbezirk des ansbachischen Oberamtes Wassertrüdingen. Gegen Ende des 18. Jahrhunderts gab es eine Untertansfamilie, die das Kastenamt Wassertrüdingen als Grundherrn hatte. Von 1797 bis 1808 unterstand der Ort dem Justiz- und Kammeramt Wassertrüdingen.
Infolge des Gemeindeedikts wurde Stockaumühle 1809 dem Steuerdistrikt Wassertrüdingen und der Ruralgemeinde Altentrüdingen zugewiesen. Im Zuge der Gebietsreform in Bayern wurde Stockaumühle am 1. Juli 1971 nach Wassertrüdingen eingemeindet.

### Baudenkmal
- Haus Nr. 1: Mühle, sogenannte Stockaumühle: Wohnhaus: zweigeschossiger kubischer Massivbau mit Walmdach, im Kern 16. Jahrhundert, Umbauten 17./18./19. Jahrhundert; Nebengebäude, erdgeschossiger Putzbau mit Satteldach, 18. Jahrhundert, mit Mahlwerk des 19. und frühen 20. Jahrhunderts[9]

### Einwohnerentwicklung
| Jahr      | 001818 | 001840 | 001861 | 001871 | 001885 | 001900 | 001925 | 001950 | 001961 | 001970 | 001987 |
| Einwohner | 11     | 6      | 8      | 6      | 12     | 8      | 11     | 10     | 7      | 7      | *      |
| Häuser    | 1      | 1      |        |        | 1      | 1      | 1      | 1      | 1      |        | *      |
| Quelle    | [ 11 ] | [ 12 ] | [ 13 ] | [ 14 ] | [ 15 ] | [ 16 ] | [ 17 ] | [ 18 ] | [ 19 ] | [ 20 ] | [ 21 ] |

## Religion
Der Ort ist evangelisch-lutherisch geprägt und bis heute nach St. Nikolaus und Theobald (Altentrüdingen) gepfarrt. Die Einwohner römisch-katholischer Konfession sind nach Heilig Geist (Wassertrüdingen) gepfarrt.